# Max Ehmer
Maximilian Andreas Ehmer (Frankfurt am Main, 3 februari 1992) is een Duits voetballer die onder contract staat bij Ebbsfleet United FC.

## Loopbaan
Sinds elfjarige leeftijd maakte Ehmer deel uit van de voetbalschool van Queens Park Rangers. In januari 2011 werd hij door de club uitgeleend aan Yeovil Town, waar hij op de eerste dag van die maand zijn debuut in het profvoetbal maakte tegen Plymouth Argyle. In juli 2011 werd hij opnieuw voor een halfjaar uitgeleend aan Yeovil. In december keerde hij terug in Londen en ditmaal werd hij verhuurd aan Preston North End. In maart 2013 volgde een nieuwe uitleenbeurt, ditmaal aan Stevenage FC.
Op zaterdag 28 september 2013 maakte Ehmer uiteindelijk zijn debuut voor Q.P.R. in de wedstrijd tegen Middlesbrough FC. Op 4 november maakte hij de tijdelijke overstap naar Carlisle United voor een dienstverband van twee maanden. In het seizoen 2015/15 volgde een uitleenbeurt bij Gillingham FC. Na een succesvol verblijf daar tekende hij in de zomer van 2015 een driejarig contract aldaar. Ehmer werd in 2017 tot teamcaptain van de club benoemd en bleef bij de club tot de zomer van 2020. Er volgde vervolgens een uitstap van één jaar bij Bristol Rovers om vervolgens terug te keren bij Gillingham. Hij verliet de club opnieuw in 2025, nadat hij een totaal van 439 wedstrijden voor de club had gespeeld.
Op 27 juni 2025 tekende Ehmer een contract bij Ebbsfleet United FC.